# Sociedade Brasileira de Espeleologia

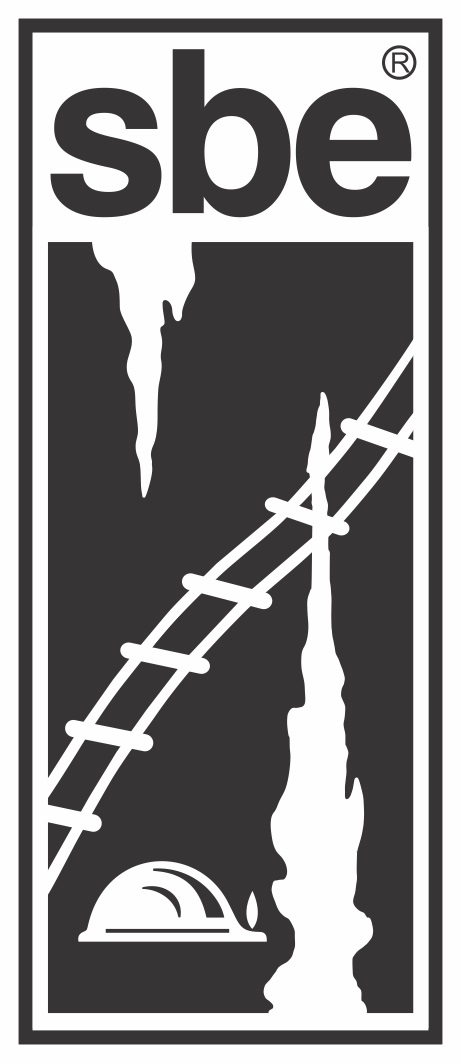
Logo da SBE

A Sociedade Brasileira de Espeleologia (SBE) é uma associação fundada em 1969, qualificada como Organização da Sociedade Civil de Interesse Público (OSCIP), sem fins lucratrivos e dedicada à pesquisa, pratica desportiva e preservação das cavernas brasileiras. 
A SBE tem sede em Campinas dentro do Parque Portugal (Taquaral) e nela mantém a Biblioteca "Guy-Christian Collet", uma biblioteca específica de espeleologia e assuntos relacionados. A SBE também é a responsável pela realização dos eventos: Congresso Brasileiro de Espeleologia (bianual) e dos encontros estaduais/regionais de espeleologia.
A SBE lançou desde a sua fundação as publicações: "Espeleo-Tema" "Revista Turismo e Paisagens Cársticas," o Informativo SBE e os boletins eletrônicos "SBE Notícias" e "SBE Antropoespeleologia". Sendo que a Revista científica "Espeleo-Tema" e o boletim quinzenal "SBE Notícias" são publicados periodicamente até os dias atuais. 

## Fundação

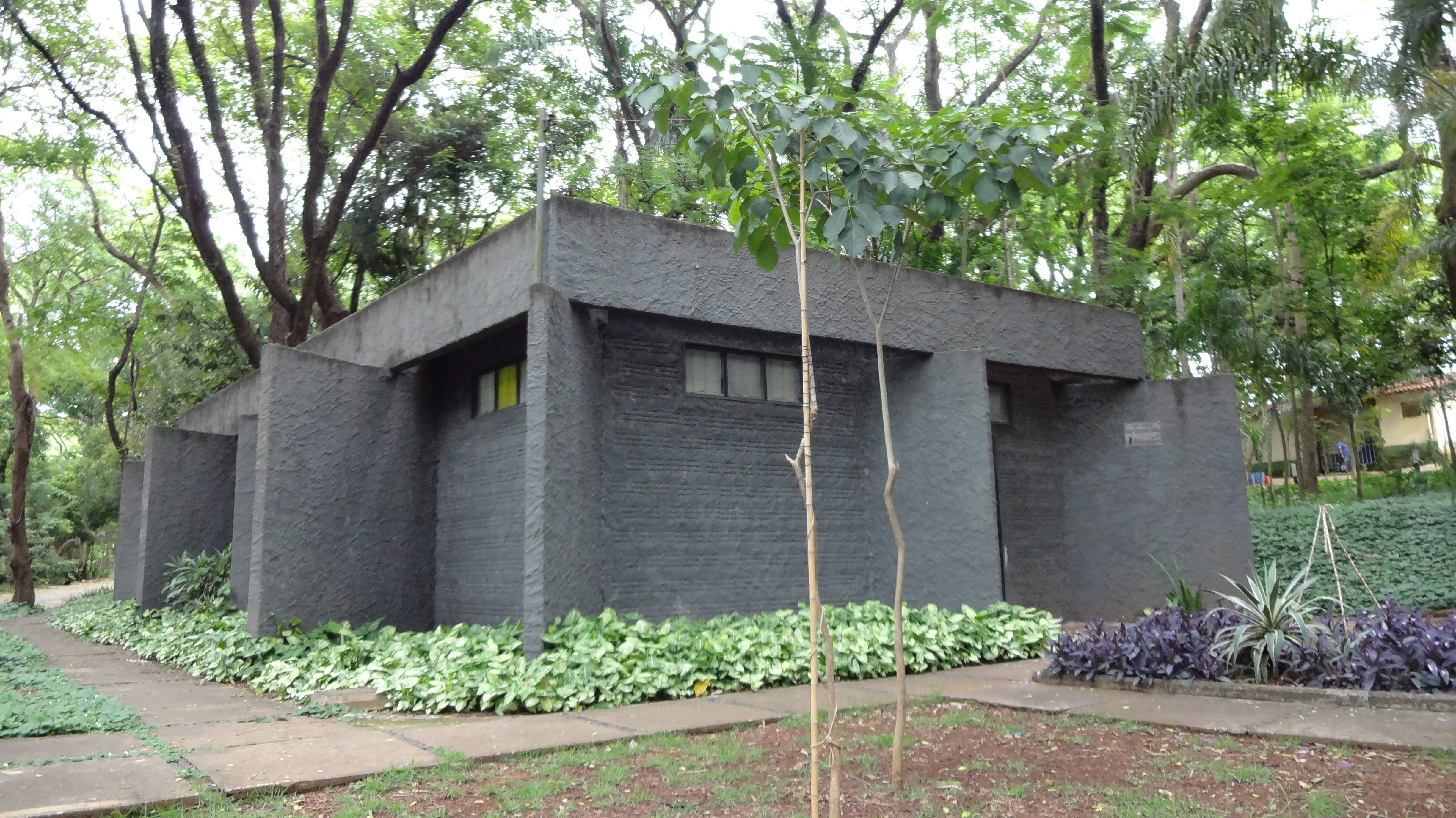
Biblioteca Guy-Christian Collet no Parque Portugal em Campinas

O seio da Espeleologia brasileira nasceu por iniciativa de alguns alunos da escola de Minas de Ouro Preto (que hoje faz parte da UFOP) em Minas Gerais no ano de 1937 quando foi fundada a SES, sociedade Excursionista e Speleológica, hoje chamada de SEE. Depois da fundação da SEE, primeiro grupo de espeleologia da América Latina, vários europeus chegaram ao Brasil na década de 50 e  começaram a praticar a espeleologia no país, uma prática que não era tão difundida até então.    
Em 1958 Jean-Louis Christinat chegou a fundar uma Sociedade Brasileira de Espeleologia, com sede na cidade do Rio de Janeiro, porém a mesma não prosperou.  
Em 1959 chega ao Brasil o engenheiro Michel Le Bret que integra o já existente Clube Alpino Paulista e incentiva as atividades em cavernas e a criação de um departamento de Espeleologia. 
Em 1964 Michel Le Bret e seu compatriota Pierre Martin realizam o I Congresso Nacional de Espeleologia em Iporanga, São Paulo, com visita à Gruta Casa de Pedra. A integração deles com a SEE tornou possível a realização dos três seguintes congressos nacionais se realizassem na cidade de Ouro Preto, nos anos de 1966, 1968 e 1969.
Inspirado na Recém formada FFE (Federation Française de Spéléologie), fundada em 1963, Le Bret lidera a constituição da SBE fundada oficialmente em 1° de Novembro de 1969 durante o IV Congresso Nacional de Espeleologia que também ocorreu em Ouro Preto. Michel Le Bret presidiu a SBE em seu primeiro ano porém, um ano depois, se viu obrigado a voltar para sua terra natal.
Pouco mais de uma década em que ficou no Brasil foi o suficiente para este francês transformar sua paixão pelas cavernas brasileiras em adesão de novos praticantes em vários cantos do país,n a sociedade que existe até hoje também como o congresso, atualmente bianual, hoje chamado de Congresso Brasileiro de Espeleologia que segue a mesma numeração desde o primeiro iniciado por Le Bret.